# We Love You, Conrad
We Love You, Conrad (titulado Te queremos, Conrad en España y Te amamos, Conrad en Hispanoamérica) es el decimocuarto episodio de la séptima temporada de la serie Padre de familia. El episodio está escrito por Cherry Chevapravatdumrong y dirigido por John Holmquist. Drew Barrymore presta su voz a Jillian, al igual que Lauren Conrad y Audrina Patridge prestando su voz a sus respectivos personajes, además de contar con la actuación en imagen real de Jay Leno, Craig Ferguson y Jimmy Fallon desde sus respectivos late shows (The Tonight Show, The Late Show y Late Night).
El argumento se centra en Brian y en Jillian, esta última está a punto de casarse para sorpresa de Brian quien acaba conociendo a la actriz de The Hills Lauren Conrad, la prensa rosa no tarda pues en informar de su relación, Brian aunque piensa al principio que es una rubia tonta más, acaba pensando en que son la pareja perfecta hasta que descubre tener todavía sentimientos por Jillian.

## Argumento
Brian descubre que su exnovia Jillian va a casarse y ha invitado a toda su familia menos a él, ante la noticia entra en depresión, es entonces cuando Brian decide conocer al hombre con el que su ex compartirá su vida para averiguar si tiene algún punto flaco que le permita sentirse bien, pero resulta ser el hombre perfecto en todos los aspectos para frustración del can. Tras la cita, se queda en el bar ahogando las penas, cuando de pronto se sienta a su lado una chica a la que lanza insinuaciones, allí mismo se enrollan y a la mañana siguiente se despierta en la habitación de un hotel, Brian se asusta al descubrir que en la cama está durmiendo con una mujer, confundido y sin saber lo que hizo, descubre que esa mujer es Lauren Conrad de The Hills. Al salir del hotel, Brian se disculpa ante la actriz por su comportamiento y propone que cada uno siga su camino sin que nadie se entere, pero es descubierto por Stewie, quien se alegra de conocerla, no tarda pues, en colgar una exclusiva en un medio sensacionalista de internet siendo enseguida la comidilla de todos los medios sobre la relación de Brian con Conrad. Para colmo, acaba siendo el hazmerreír de su familia ya que todos piensan que esa actriz es idiota.
Brian decide ir a su casa e intentar romper con ella, sin embargo cambia de opinión cuando descubre que es todo lo contrario a lo que él y todos pensaban. Conrad resulta ser una mujer inteligente y muy bien educada, pero acomplejada por su capacidad intelectual, ya que en Hollywood lo que quieren es una actriz tonta, Brian decide empezar una relación y presentarla a su familia, una vez allí, se quedan todos maravillados con la actriz salvo Lois, a la que acaba dejando en mal lugar cuando esta pretendía reírse de ella.
Brian y Conrad deciden ir más allá con su relación y empiezan a vivir juntos, Brian no puede evitar sentirse incómodo por el hecho de que Lauren le corrige todos sus errores, pronto descubre que Conrad es incluso más lista que Brian, que según él, empieza a sentirse como Jillian. Lauren comprende que Brian todavía siente algo por ella e intenta ayudarle a recuperarla, pero sus resultados son infructuosos. Llega el día de la boda, justo cuando la pareja está en el altar, Brian irrumpe y le expresa su amor además de pedirle volver, lamentablemente para él, Jillian le rechaza diciéndole que ya tuvo su oportunidad y que ahora ella debe seguir su vida.
Sin nadie que le apoye en un momento duro, Brian está solo en una mesa bebiendo de nuevo tras sufrir una humillación, pero cuando Stewie se acerca a consolarle diciéndole que todavía le queda Lauren, Brian le contesta que no querrá volver a verle después de que este le pasase las lombrices.

## Producción
Fue escrito por Cherry Chevapravatdumrong y dirigido por John Holmquist, y contó con la participación de Drew Barrymore y la actriz de The Hills: Lauren Conrad como sí misma. Otros artistas invitados fueron Jay Leno, Craig Ferguson y Jimmy Fallon, los cuales hicieron un cameo en imagen real, junto con Kate Todd y Sarah Utterback, siendo la segunda ocasión en la que colabora en Padre de familia tras The Father, the Son, and the Holy Fonz. El resto del equipo técnico y reparto habitual, prestó la voz a sus respectivos personajes.
En octubre de 2008 se anunció la participación de Conrad. MacFarlane declaró a Fox News: "pensé que tendría gracia conseguir a Conrad y verla leer de manera fluida documentos históricos sobre la II Guerra Mundial, [...] Lauren finalmente grabó una escena en la que tuvo que leer un párrafo de análisis científico". El equipo de producción quedó impresionado ante la actriz, la cual agradeció la oportunidad de reírse de sí misma. Según sus palabras: "no tenía ni idea [sobre las formulaciones científicas del personaje]. La razón por la que la gente ve The Hills es porque en Estados Unidos les gusta la "gente estúpida", y esa era la idea del episodio: reírse de mi estupidez y descubrir después que soy más inteligente".
Conrad coincidió con MacFarlane en la producción del episodio Prick Up Your Ears. En una entrevista concedida a TV Guide, dijo ser una seguidora de la serie y que Stewie es su personaje favorito, y que cuando fue llamada a prestar su voz no improvisó en la grabación. En People reveló no tener planes futuros para volver a la actuación y se definió a sí misma como una "actriz horrible" a la que le costaba memorizar sus frases. Al finalizar la entrevista comentó que aunque disfrutó de la experiencia, el doblaje no es la actuación más acorde con ella. Sobre su personaje, tuvo que estudiar sobre ciencias antes de empezar a grabar, puesto que hubo gran diversidad de datos y palabras que su personaje tenía que decir como si fueran sencillas [para ella]. MacFarlane valoró positivamente la labor de la actriz: "vino y se preparó antes de que llegara. Contrató a un entrenador personal para que le ayudase con las líneas, y lo clavó".